# Cederblad 214
Cederblad 214 (również Ced 214) – obszar H II (również mgławica emisyjna) znajdujący się w konstelacji Cefeusza w odległości około 6000 lat świetlnych od Ziemi. Cederblad 214 wraz z mgławicą NGC 7822 jest częścią większego kompleksu mgławic. Została skatalogowana przez Stefana Cederblada w jego katalogu w 1946 roku.